# Paul Boghossian
Paul Boghossian es un filósofo de Estados Unidos, de origen armenio.
Obtuvo su doctorado en filosofía en Princeton (1987), donde ha sido profesor y catedrático de Filosofía de 1994 a 2004. Sus intereses de investigación se centran en la filosofía de la mente, la filosofía del lenguaje y en la epistemología. 
Es autor de numerosas obras sobre gran variedad de temas, incluyendo el color, el seguimiento de reglas, el eliminativismo, el naturalismo, el autoconocimiento, el conocimiento a priori, la verdad analítica, el realismo, el relativismo, la estética de la música y el concepto de genocidio. 
Se ha desempeñado en becas de investigación de la Fundación Nacional para las Humanidades, Magdalen College (Oxford), la Escuela de Estudios Avanzados (Universidad de Londres), y de la Universidad Nacional de Australia (Canberra). 
Boghossian ha sido profesor visitante en el Instituto de Estudios Avanzados de Princeton, especialista Fulbright y es miembro del Instituto de Nueva York para las Humanidades. También ha enseñado en la Universidad de Míchigan en Ann Arbor y en Princeton.

## Libros
- Fear of Knowledge: Against Relativism and Constructivism, Oxford University Press, 2006. ISBN 978-0-19-928718-5
- New Essays on the A Priori, (ed., con Christopher Peacocke), Oxford University Press, 2000. ISBN 978-0-19-924126-2
- Content and Justification: Philosophical Essays, Oxford University Press, 2008. ISBN 978-0-19-929216-5

### Ediciones en español
- Boghossian, Paul (2009). El miedo al conocimiento. Contra el relativismo y el constructivismo. Alianza. Madrid. ISBN 9788420649702. (enlace roto disponible en Internet Archive; véase el historial, la primera versión y la última).